# Dreschvitz
Dreschvitz er en by og kommune i det nordøstlige Tyskland, beliggende under Landkreis Vorpommern-Rügen på øen Rügen. Landkreis Vorpommern-Rügen ligger i delstaten Mecklenburg-Vorpommern.
I Dreschvitz er der følgende bebyggelser: Burkvitz, Bußvitz, Dreschvitz-Ausbau, Dußvitz, Güttin, Insel Liebitz, Landow, Mölln, Mönkvitz, Ralow og Rugenhof.
- Wikimedia Commons har flere filer relateret til Dreschvitz